# 関ノ宮駅
関ノ宮駅（せきのみやえき）は、三重県津市白山町川口にある、東海旅客鉄道（JR東海）名松線の駅である。

## 歴史
- 1938年（昭和13年）1月20日：鉄道省名松線の駅として開設[1]。旅客営業のみ。
  - 当時は、参宮線津駅  - 山田駅間及び名松線各駅を発着する旅客のみ利用可能であった。
- 1947年（昭和22年）10月1日：旅客制限撤廃、同時に荷物扱い開始[2]。
- 1951年（昭和26年）12月15日：荷物扱い廃止[3]。
- 1987年（昭和62年）4月1日：国鉄分割民営化に伴い、JR東海の駅となる[1]。

## 駅構造
線路南側に単式ホーム1面1線を有する地上駅。
松阪駅管理の無人駅。ホーム上に待合所が設置されている。

## 利用状況
「三重県統計書」によると、近年の1日平均乗車人員の推移は以下の通り。
| 年度   | 1日平均 乗車人員 |
| ------ | ---------------- |
| 1998年 | 20               |
| 1999年 | 21               |
| 2000年 | 18               |
| 2001年 | 19               |
| 2002年 | 18               |
| 2003年 | 16               |
| 2004年 | 14               |
| 2005年 | 13               |
| 2006年 | 14               |
| 2007年 | 14               |
| 2008年 | 15               |
| 2009年 | 13               |
| 2010年 | 10               |
| 2011年 | 10               |
| 2012年 | 10               |
| 2013年 | 10               |
| 2014年 | 12               |
| 2015年 | 14               |
| 2016年 | 14               |
| 2017年 | 12               |
| 2018年 | 12               |
| 2019年 | 11               |

## 駅周辺

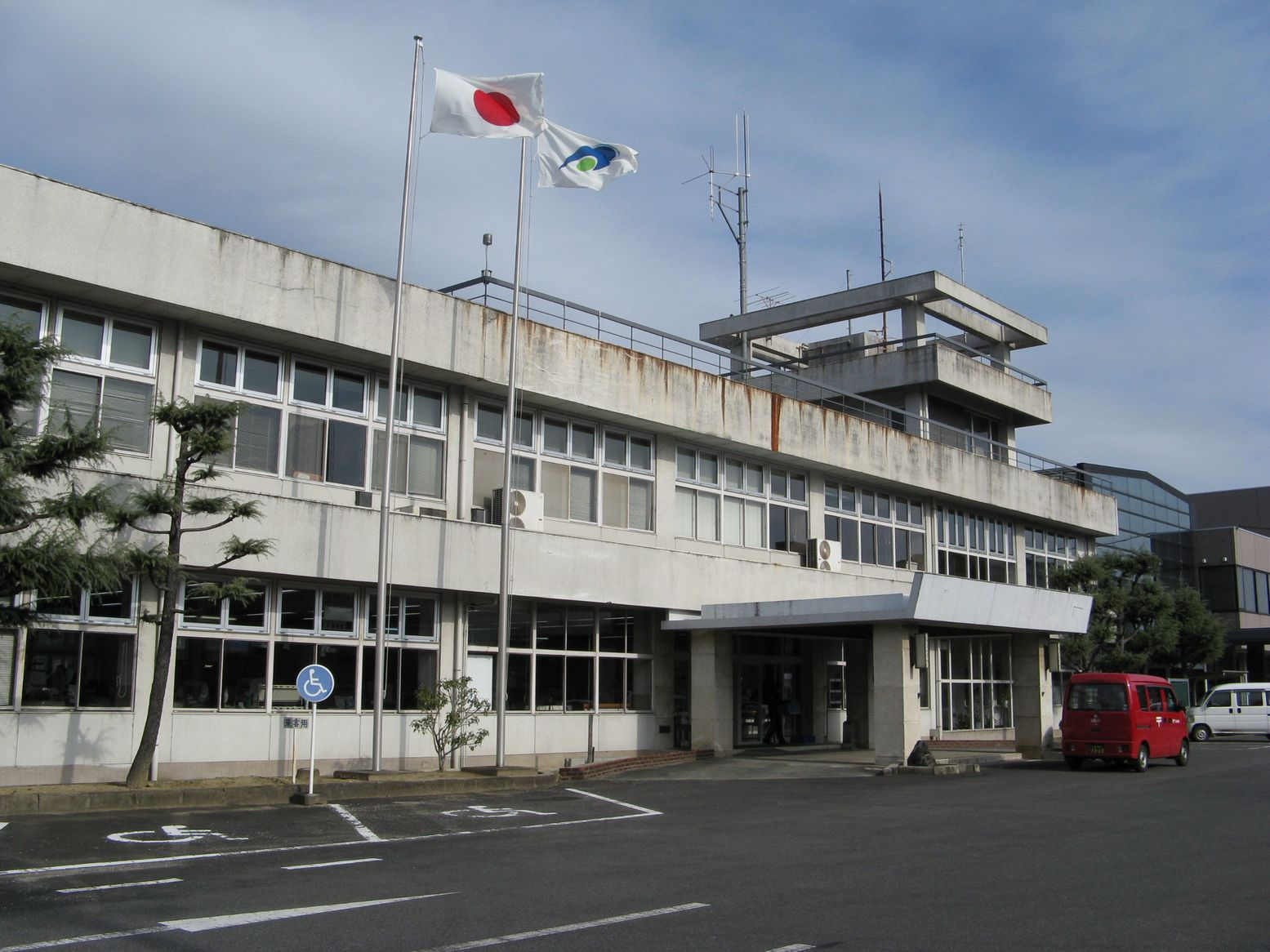
津市白山庁舎

- 成願寺：天台真盛宗の寺で、木造阿弥陀如来倚像が重要文化財となっている。
- 津市白山庁舎（旧・白山町役場）
- 津市立白山中学校
- 津市立川口小学校：1駅隣の伊勢川口駅とのほぼ中間（当駅から約1.1km）に所在する。

## バス路線
- 三重交通関の宮バス停
  - 12系統 久居駅（高野団地経由）
  - 12系統 竹原
- 津市コミュニティバス（白山地域）

## 隣の駅
東海旅客鉄道（JR東海）
■名松線
伊勢川口駅 - 関ノ宮駅 - 家城駅